# Sarcophaga statuta
Sarcophaga statuta är en tvåvingeart som beskrevs av Henry J. Reinhard 1952. Sarcophaga statuta ingår i släktet Sarcophaga och familjen köttflugor. Inga underarter finns listade i Catalogue of Life.